# Cynthia Appiah
Cynthia Appiah (North York, 15 maggio 1990) è una bobbista, ex pesista ed ex martellista canadese.
Dal 2018 al 2019 cambiò il proprio cognome in Serwaah.

## Biografia
Prima di dedicarsi al bob, Cynthia Appiah ha praticato l'atletica leggera specializzandosi nelle discipline dei lanci. Prese parte a tre edizioni campionati assoluti canadesi (dal 2010 al 2012), gareggiando sia nel peso che nel martello ma senza mai riuscire a centrare la finale.

### La carriera da frenatrice
Compete professionalmente nel bob dal 2014 come frenatrice per la squadra nazionale canadese. Debuttò nella Coppa Nordamericana a gennaio 2014 ed esordì in Coppa del Mondo nel mezzo della stagione 2015/16, il 9 gennaio 2016 a Lake Placid dove si classificò al diciassettesimo posto nel bob a due, ottenne il suo primo podio nonché la sua prima vittoria il 3 dicembre 2016 a Whistler con la pilota Kaillie Humphries. 
Prese parte a tre edizioni dei campionati mondiali, piazzandosi al sesto posto nel bob a due a Schönau am Königssee 2017 in coppia con Alysia Rissling.
La Appiah, assieme alla Humphries e alle altre due frenatrici Melissa Lotholz e Genevieve Thibault fece parte del primo equipaggio tutto al femminile che partecipò a una gara di bob a quattro, competendo contro i colleghi maschi a Lake Placid il 6 gennaio 2016 durante la quarta tappa di Coppa del Mondo della stagione 2015/16. Terminarono al diciassettesimo e ultimo posto con un distacco di 4 secondi e 77 centesimi dal vincitore Maximilian Arndt e a 2"67 dal sedicesimo classificato, il britannico John James Jackson.

### Il passaggio al ruolo di pilota

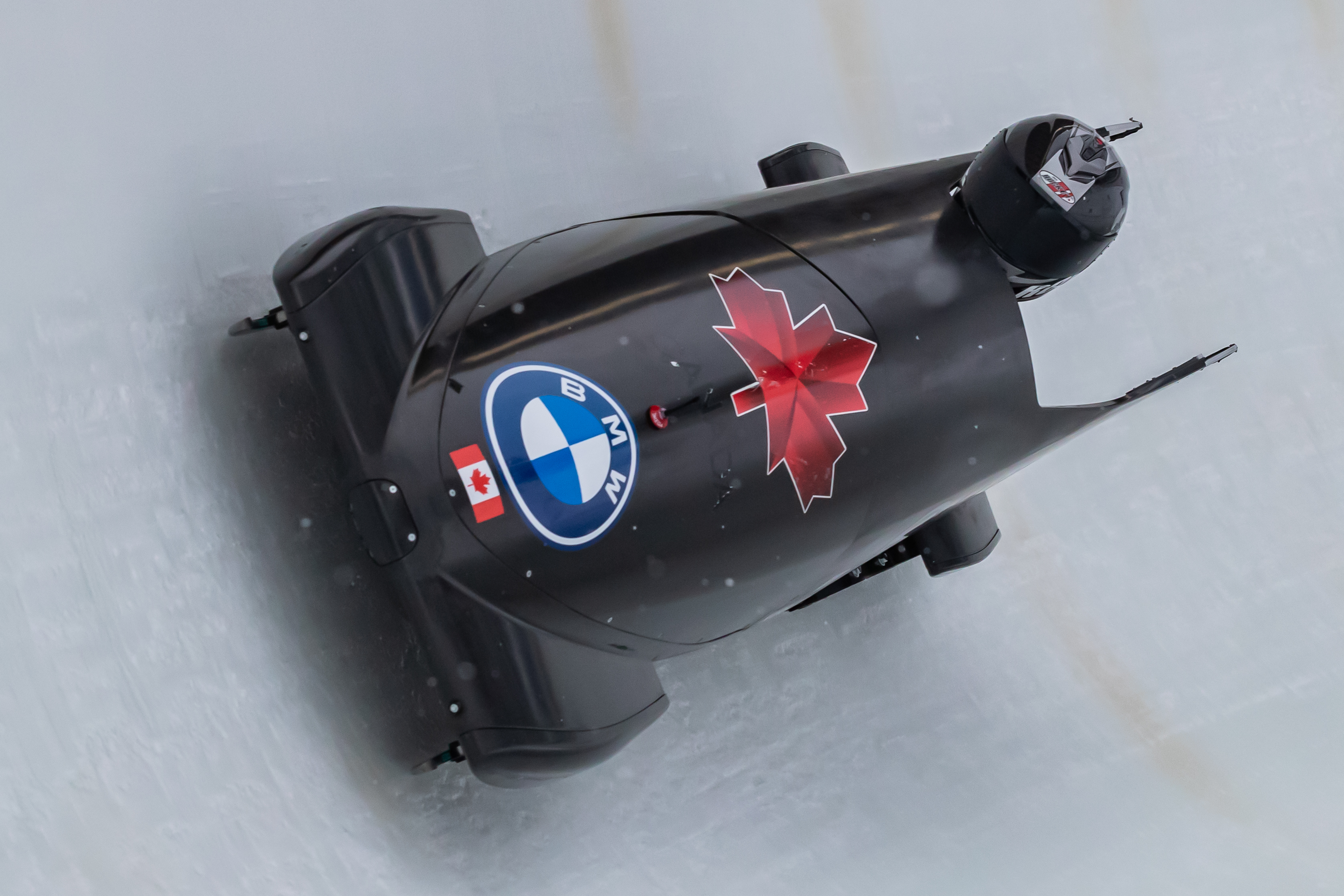
Cynthia Appiah alla guida del monobob ai campionati mondiali di Altenberg 2021

Dall'inverno del 2018 gareggia anche come pilota e ha disputato nella nuova veste la stagione 2018/19 della Coppa Nordamericana, terminando al sesto posto finale in classifica generale. Esordì in Coppa del Mondo alla guida del bob a due il 18 gennaio 2020 a Innsbruck, dove fu decima; in classifica generale detiene quale miglior piazzamento il ventitreesimo posto, raggiunto al termine della stagione 2020/21. Nel circuito delle World Series di monobob femminile andò per la prima volta a podio, piazzandosi al secondo posto, il 14 gennaio 2021 a Innsbruck nella terza tappa della stagione 2020/21, e concludendo l'annata al quattordicesimo posto in classifica generale..
Prese inoltre parte da pilota a un'ulteriore edizione dei mondiali (per un totale di quattro contando le tre partecipazioni da frenatrice). Nel dettaglio i suoi risultati da pilota nelle prove iridate sono stati, nel monobob: quinta ad Altenberg 2021; nel bob a due: nona ad Altenberg 2021.

## Palmarès

### Coppa del Mondo
- Miglior piazzamento in classifica generale nel monobob: 3ª nel 2022/23.
- Miglior piazzamento in classifica generale nel bob a due: 5ª nel 2022/23.
- Miglior piazzamento in classifica generale nella combinata: 4ª nel 2022/23.
- 4 podi (1 nel monobob, 3 nel bob a due):
  - 1 vittoria (nel bob a due);
  - 3 terzi posti (1 nel monobob, 2 nel bob a due).

#### Coppa del Mondo - vittorie
| Data            | Luogo    | Paese  | Disciplina                           |
| --------------- | -------- | ------ | ------------------------------------ |
| 3 dicembre 2016 | Whistler | Canada | a due con Kaillie Humphries (pilota) |

### World series di monobob femminile
- Miglior piazzamento in classifica generale: 14ª nel 2020/21.
- 4 podi:
  - 3 secondi posti;
  - 1 terzo posto.

### Circuiti minori

#### Coppa Europa
Miglior piazzamento in classifica generale nel bob a due: 6ª nel 2020/21.

#### Coppa Nordamericana
Miglior piazzamento in classifica generale nel bob a due: 6ª nel 2018/19 e nel 2019/20;
- 10 podi (tutti nel bob a due):
  - 7 vittorie;
  - 1 secondo posto;
  - 2 terzi posti.